# Josef Blatný (2005)
Josef Blatný (* 20. ledna 2005, Bruntál) je český fotbalový útočník a mládežnický reprezentant, který hostuje v Polance nad Odrou.

## Klubová kariéra
Tento pravonohý útočník fotbalem začal v Slavoji Olympia Bruntál, odkud přišel do Opavy.

### SFC Opava
V prosinci 2021 podepsal první profesionální smlouvu v SFC. Od roku 2024 začal nastupovat v divizním béčku. Při jeho debutu za první mužstvo v prohře s Viktorií Žižkov se blýskl jediným opavským gólem v tomto zápase.

### FK SK Polanka nad Odrou (hostování)
Do klubu z ostravského předměstí odešel v červenci 2025 na půlroční hostování.

## Reprezentační kariéra
Blatný taktéž reprezentoval Česko na úrovni U17 a U18, odehrál celkem 6 zápasů. V roce 2024 byl nominován do širšího kádru kategorie U19, start si však nepřipsal.